# Orzeszków-Kolonia
Orzeszków-Kolonia [pronunciación en polaco: /ɔˈʐɛʂkuf kɔˈlɔɲa/] es un pueblo ubicado en el distrito administrativo de Gmina Uniejów, dentro del Distrito de Poddębice, Voivodato de Łódź, en Polonia central. Se encuentra aproximadamente a 4 kilómetros al norte de Uniejów, a 17 kilómetros al noroeste de Poddębice, y a 53 kilómetros al noroeste de la capital regional Łódź.
El pueblo tiene una población de 135 habitantes.